# Нойок Олександр Вікторович
Олександр Вікторович Нойок (нар. 15 травня 1992, Новотроїцьке, Херсонська область, Україна) — український футболіст, півзахисник. Грав за молодіжну збірну України.

## Клубна кар'єра
Олександр Нойок зробив перший удар по м'ячу в Новотроїцькому у чотирилітньому віці під наставництвом свого батька Віктора Нойока, який у той час грав за новотроїцьку «Таврію». У 1997 році батьки Олександра Нойока переїхали до Херсона і записали його на відділення футболу Херсонської ДЮСШ № 1 до тренера Ігоря Коляди. Доклав свою руку до підготовки Олександра й Андріан Золотов.
З 2001 року Олександр в змаганнях обласної дитячо-юнацької футбольної ліги, а з вересня 2004 року — в першості України серед команд юнаків Дитячо-юнацької футбольної ліги України грав за херсонську «Освіту». У тому ж році його помітили тренери-селекціонери футбольної академії ФК «Шахтар» і з вересня 2005 року він став гравцем цього футбольного закладу.
У складі своєї нової команди ставав переможцем і призером першостей України серед команд юнаків ДЮФЛУ різних років. Після закінчення академії пограв за третю команду «Шахтаря», а в сезоні 2010—2011 заграв за ужгородський ФК «Говерла-Закарпаття» в Першій лізі, де головним тренером був Ігор Гамула.
Виступав за молодіжний склад «Шахтаря», де був капітаном. Згодом мав конфлікт з клубом, після чого підписав п'ятирічний контракт з харківським «Металістом». У наступному сезоні перейшов на правах оренди в донецький «Металург».
11 березня 2016 року став гравцем мінського «Динамо». В липні продовжив контракт з динамівцями на 2,5 роки. Влітку 2017 року став капітаном команди. За підсумками сезону 2017 визнаний кращим півзахисником чемпіонату Білорусі.
У липні 2018 року за згодою сторін залишив мінське «Динамо» і перейшов у «Динамо-Берестя», де став гравцем основного складу. У червні 2019 продовжив контракт з клубом до кінця 2021 року. У 2019 році як гравець основного складу став чемпіоном Білорусі.
В першій половині 2021 року грав за російський клуб «Оренбург».
15 червня 2021 року підписав контракт з білоруським клубом «Рух» (Берестя).
З січня 2022 року — гравець кіпрського клубу «Аполлон» (Лімасол).
З 26 вересня 2022 року — гравець ізраїльського клубу «Маккабі Бней Рейне», а на початку року перейшов у казахський «Атирау».

## Статистика

### Клубна кар'єра
Станом на кінець сезону 2014/15
| Сезон   | Команда              | Чемпіонат    | Чемпіонат | Чемпіонат | Кубок країни | Кубок країни | Кубок країни | Континентальні кубки | Континентальні кубки | Континентальні кубки | Інші змагання | Інші змагання | Інші змагання | Усього | Усього |
| Сезон   | Команда              | Ліга         | Ігор      | Голів     | Ліга         | Ігор         | Голів        | Ліга                 | Ігор                 | Голів                | Ліга          | Ігор          | Голів         | Ігор   | Голів  |
| ------- | -------------------- | ------------ | --------- | --------- | ------------ | ------------ | ------------ | -------------------- | -------------------- | -------------------- | ------------- | ------------- | ------------- | ------ | ------ |
| 2008-09 | «Шахтар-3» (Донецьк) | Друга ліга   | 2         | 0         | КУ           | —            | —            | —                    | —                    | —                    | —             | —             | —             | 2      | 0      |
| 2009-10 | «Шахтар-3» (Донецьк) | Друга ліга   | 12        | 0         | КЛ           | 3            | 0            | —                    | —                    | —                    | —             | —             | —             | 15     | 0      |
| 2010-11 | «Говерла»            | Перша ліга   | 19        | 0         | КУ           | 1            | 0            | —                    | —                    | —                    | —             | —             | —             | 20     | 0      |
| 2011-12 | «Шахтар» (Донецьк)   | U-21         | 28        | 1         | КУ           | —            | —            | —                    | —                    | —                    | —             | —             | —             | 28     | 1      |
| 2012-13 | «Шахтар» (Донецьк)   | U-21         | 15        | 3         | КУ           | —            | —            | —                    | —                    | —                    | —             | —             | —             | 15     | 3      |
| 2013-14 | «Металіст»           | Прем'єр-ліга | 2         | 0         | КУ           | 1            | 0            | ЛЧ                   | —                    | —                    | —             | —             | —             | 3      | 0      |
| 2014-15 | «Металург» (Донецьк) | Прем'єр-ліга | 22        | 0         | КУ           | 1            | 0            | —                    | —                    | —                    | —             | —             | —             | 23     | 0      |

## Титули та досягнення
- Чемпіон Білорусі:

«Динамо-Берестя»: 2019
- Володар Суперкубка Білорусі (2):

«Динамо-Берестя»: 2019, 2020
- Чемпіон Кіпру (1):

«Аполлон»: 2021–22
- В 2016, 2017 та 2019 роках увійшов до переліку кращих 22-х гравців чемпіонату Білорусі.